# Jean-Baptiste Delorme
Pour les articles homonymes, voir Delorme.
Jean-Baptiste Delorme est un homme politique français né le 9 mars 1865 à Mornant (Rhône) et décédé le 4 décembre 1950 à Mornant.
Viticulteur, il est maire de Mornant et conseiller général. Il est député du Rhône de 1928 à 1932, inscrit au groupe de la Fédération républicaine.

## Source
- « Jean-Baptiste Delorme », dans le Dictionnaire des parlementaires français (1889-1940), sous la direction de Jean Jolly, PUF, 1960 [détail de l’édition]